# 氯氧磷
氯氧磷（英語：Chlorethoxyfos）是一种有机磷乙酰胆碱酯酶抑制剂，常用作杀虫剂。
Template:Cholinergics